# Jörg Deventer
Jörg Deventer (* 15. Mai 1961 in Bückeburg) ist ein deutscher Historiker mit dem Schwerpunkt Frühe Neuzeit. 

## Leben
Er studierte Geschichte, Germanistik und Erziehungswissenschaften an den Universitäten Bielefeld, Hamburg und Urbino. Nach der Promotion 1995 im Fach „Mittlere und Neuere Geschichte“ an der Universität Hamburg und der Auszeichnung der Dissertationsschrift mit dem Ignaz-Theodor-Liborius-Meyer-Preis des Vereins für Geschichte und Altertumskunde Westfalen 1997 war er von 1998 bis 2000 Inhaber des Immanuel-Kant-Habilitationsstipendiums des Bundesministeriums des Innern. Im Rahmen der Qualifizierungsphasen hatte er längere Forschungsaufenthalte in Jerusalem und Breslau. Nach der Habilitation 2000 im Fach „Neuere Geschichte“ an der Universität Hamburg war er von 2001 bis 2006 wissenschaftlicher Mitarbeiter am GWZO in der Projektgruppe „Konfessionalisierung“. Zwischen 1997 und 2008 war er Lehrbeauftragter an den Universitäten Hamburg, Leipzig und Halle/Wittenberg. Von Januar bis September 2009 vertrat er die Professur Kultur- und Länderstudien Ostmitteleuropas an der TU Chemnitz. Er ist seit 2010 leitender wissenschaftlicher Mitarbeiter am Dubnow-Institut, seit 2011 Stellvertreter der Direktion. Im Februar 2015 wurde er zum Honorarprofessor für Vormoderne Judenheiten in ihren Umgebungskulturen an der Universität Leipzig berufen.
Seine Forschungs- und Interessenschwerpunkte sind historische Konversionsforschung, Reformation und Konfessionalisierung in Ostmitteleuropa, adelige Eliten in der Habsburgermonarchie, frühneuzeitliche Stadtgeschichte, schlesische Landesgeschichte und Geschichte der Juden und der christlich-jüdischen Beziehungen in Deutschland und Italien.

## Schriften (Auswahl)
- Gegenreformation in Schlesien. Die habsburgische Rekatholisierungspolitik in Glogau und Schweidnitz 1526–1707. Böhlau, Köln 2003 (zugleich: Habil.-Schrift, Hamburg, Universität, 2000/2001).
- Das Abseits als sicherer Ort? Jüdische Minderheit und christliche Gesellschaft im Alten Reich am Beispiel der Fürstabtei Corvey (1550–1807) (= Forschungen zur Regionalgeschichte. Bd. 21). Schöningh, Paderborn 1996 (zugleich: Hamburg, Universität, Dissertation, 1995).